# کادیهینگالا
کادیهینگالا (به لاتین: Kadihingala) یک منطقهٔ مسکونی در سری‌لانکا است که در استان جنوبی (سری‌لانکا) واقع شده‌است.